# Năm mươi ba trạm nghỉ của Tōkaidō
Năm mươi ba trạm nghỉ của Tōkaidō (kanji: 東海道五十三次, rōmaji: Tōkaidō Gojūsan-tsugi) là một bộ tranh màu truyền thống Nhật Bản (ukiyo-e) gồm 55 bức được họa sĩ Hiroshige sáng tác sau chuyến du hành dọc tuyến đường Tōkaidō vào năm 1832. Tōkaidō là tuyến đường huyết mạch nối liền thủ phủ của các shōgun là Edo với kinh đô phong kiến Nhật Bản là Kyōto, trên tuyến đường này người ta cho xây dựng 53 trạm nghỉ để làm nơi dừng chân cho khách qua đường. Phong cảnh dọc Tōkaidō và các trạm nghỉ của nó đã trở thành đề tài sáng tác của nhiều nghệ sĩ Nhật Bản trong đó bộ tranh 55 bức của Hiroshige, Năm mươi ba trạm nghỉ của Tōkaidō, do nhà in Hōeidō ấn hành là tác phẩm nổi tiếng nhất. Cùng với Ba mươi sáu cảnh núi Phú Sĩ của Hokusai, Năm mươi ba trạm nghỉ của Tōkaidō của Hiroshige được coi là những đại diện tiêu biểu nhất của dòng tranh ukiyo-e.

## Tōkaidō
Nhằm phục vụ quá trình thống nhất Nhật Bản, shōgun Tokugawa Ieyasu vào năm 1601 bắt đầu cho xây dựng năm con đường huyết mạch lấy tên "Ngũ nhai đạo" (五街道 Gokaidō) xuất phát từ thủ phủ của các shōgun là Edo và tỏa đi khắp nước Nhật. Trong số năm con đường lớn này thì Tōkaidō là con đường nổi tiếng và quan trọng nhất vì nó nối liền Edo với kinh đô phong kiến Nhật Bản là Kyōto. Có chiều dài tổng cộng khoảng 500 km, Tōkaidō chạy dọc bờ biển từ vịnh Tōkyō tới Hakone, tiếp đó là vịnh Suruga ở phía Nam núi Phú Sĩ. Tiếp đó tuyến đường còn đi qua nhiều thắng cảnh khác như cầu Yahagi, chùa Yakushi, hồ Biwa, Ōtsu trước khi tới đích đến là Kyōto.

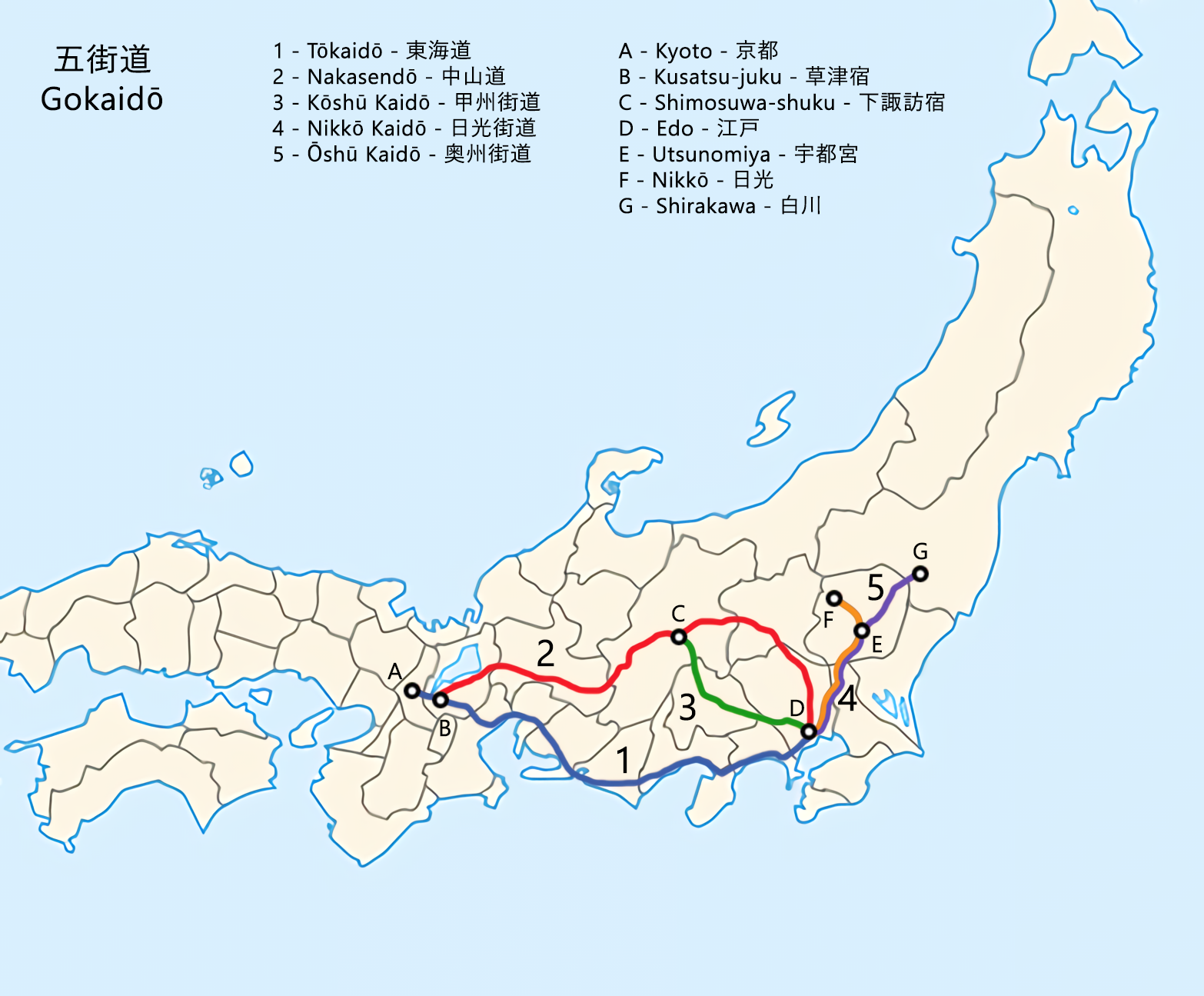
Gokaidō hay "Ngũ nhai đạo', năm tuyến đường huyết mạch xuất phát từ Edo.

Nếu không có phương tiện đi lại, khách bộ hành sẽ phải mất khoảng 2 tuần để đi hết con đường, vì vậy người ta đã cho xây dựng hệ thống 53 trạm nghỉ (shukuba) dọc Tōkaidō. Sau khi được hoàn thành, tuyến đường tấp nập và chứa nhiều thắng cảnh này đã trở thành đề tài cho nhiều tác phẩm văn học và hội họa, ví dụ như cuốn tiểu thuyết chương hồi Tōkaidōchū Hizakurige (Bộ hành trên Tōkaidō) của nhà văn Jippensha Ikku hay bộ tranh Năm mươi ba trạm nghỉ của Tōkaidō do Hiroshige sáng tác.

## Lịch sử sáng tác

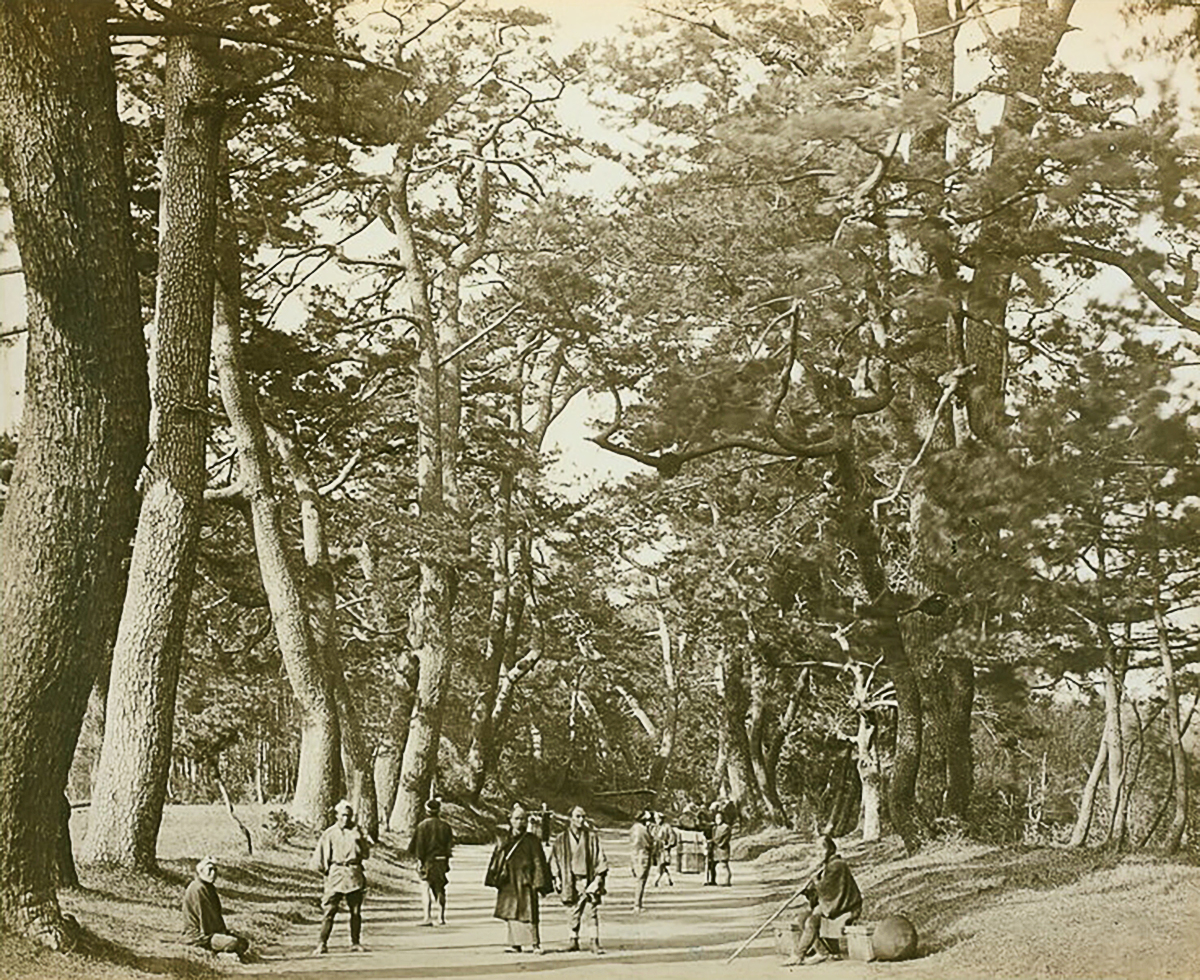
Tōkaidō, ảnh chụp của Felice Beato vào năm 1865.

Tháng 8 năm 1832, họa sĩ Hiroshige bắt đầu đi từ Edo tới Kyoto dọc theo tuyến Tōkaidō cùng với phái đoàn chính thức của shogun tới kinh đô với mục đích dâng tặng triều đình ngựa cống để tỏ sự kính trọng đối với Nhật hoàng. Nhiệm vụ của Hiroshige trong chuyến đi là chuẩn bị cho các nghi lễ chính thức sẽ diễn ra ở triều đình.
Ấn tượng bởi vẻ đẹp của các thắng cảnh dọc Tōkaidō, sau khi trở về Edo cũng trên con đường này, Hiroshige đã nhanh chóng bắt tay vào sáng tác những bức khắc gỗ đầu tiên trong loạt 53 trạm nghỉ của Tōkaidō. Tổng cộng ông đã sáng tác 55 bức khắc gỗ gồm 53 bức về 53 trạm nghỉ và 2 bức về điểm xuất phát (Nihonbashi) và đích đến (Kyoto). Loạt tranh của Hiroshige được các nhà in Hōeidō và Senkakudō xuất bản, tái bản nhiều lần và gây được tiếng vang lớn, trong đó loạt tranh do Hōeidō xuất bản được coi là có số lượng in lớn nhất trong lịch sử ukiyo-e. Thành công của nó đã giúp Hiroshige trở thành một trong những họa sĩ ukiyo-e nổi tiếng nhất của thời đại Edo.

## Các bức tranh
| Thứ tự | Minh họa | Mô tả                         | Tên                         |
| ------ | -------- | ----------------------------- | --------------------------- |
| 1      |          | Xuất phát tại Edo: Nihonbashi | 日本橋 (Nihonbashi)         |
| 2      |          | Trạm 1: Shinagawa             | 品川 (Shinagawa)            |
| 3      |          | Trạm 2: Kawasaki              | 川崎 (Kawasaki)             |
| 4      |          | Trạm 3: Kanagawa              | 神奈川 (Kanagawa)           |
| 5      |          | Trạm 4: Hodogaya              | 程ヶ谷, 保土ヶ谷 (Hodogaya) |
| 6      |          | Trạm 5: Totsuka               | 戸塚 (Totsuka)              |
| 7      |          | Trạm 6: Fujisawa              | 藤沢 (Fujisawa)             |
| 8      |          | Trạm 7: Hiratsuka             | 平塚 (Hiratsuka)            |
| 9      |          | Trạm 8: Oiso                  | 大磯 (Oiso)                 |
| 10     |          | Trạm 9: Odawara               | 小田原 (Odawara)            |
| 11     |          | Trạm 10: Hakone               | 箱根 (Hakone)               |
| 12     |          | Trạm 11: Mishima              | 三島 (Mishima)              |
| 13     |          | Trạm 12: Numazu               | 沼津 (Numazu)               |
| 14     |          | Trạm 13: Hara                 | 原 (Hara)                   |
| 15     |          | Trạm 14: Yoshiwara            | 吉原 (Yoshiwara)            |
| 16     |          | Trạm 15: Kambara              | 蒲原 (Kambara)              |
| 17     |          | Trạm 16: Yui                  | 由井, 由比 (Yui)            |
| 18     |          | Trạm 17: Okitsu               | 興津 (Okitsu)               |
| 19     |          | Trạm 18: Ejiri                | 江尻 (Ejiri)                |
| 20     |          | Trạm 19: Fuchū                | 府中, 駿府 (Fuchū)          |
| 21     |          | Trạm 20: Mariko               | 鞠子, 丸子 (Mariko)         |
| 22     |          | Trạm 21: Okabe                | 岡部 (Okabe                 |
| 23     |          | Trạm 22: Fujieda              | 藤枝 (Fujieda)              |
| 24     |          | Trạm 23: Shimada              | 島田 (Shimada)              |
| 25     |          | Trạm 24: Kanaya               | 金屋, 金谷 (Kanaya)         |
| 26     |          | Trạm 25: Nissaka              | 日坂 (Nissaka)              |
| 27     |          | Trạm 26: Kagegawa             | 掛川 (Kagegawa)             |
| 28     |          | Trạm 27: Fukuroi              | 袋井 (Fukuroi)              |
| 29     |          | Trạm 28: Mitsuke              | 見附 (Mitsuke)              |
| 30     |          | Trạm 29: Hamamatsu            | 浜松 (Hamamatsu)            |
| 31     |          | Trạm 30: Maisaka              | 舞阪 (Maisaka)              |
| 32     |          | Trạm 31: Arai                 | 荒井, 新居 (Arai)           |
| 33     |          | Trạm 32: Shirasuka            | 白須賀 (Shirasuka)          |
| 34     |          | Trạm 33: Futagawa             | 二川 (Futagawa)             |
| 35     |          | Trạm 34: Yoshida              | 吉田 (Yoshida)              |
| 36     |          | Trạm 35: Goyu                 | 御油 (Goyu)                 |
| 37     |          | Trạm 36: Akasaka              | 赤坂 (Akasaka)              |
| 38     |          | Trạm 37: Fujikawa             | 藤川 (Fujikawa)             |
| 39     |          | Trạm 38: Okazaki              | 岡崎 (Okazaki)              |
| 40     |          | Trạm 39: Chiryu               | 地鯉鮒, 知立 (Chiryu)       |
| 41     |          | Trạm 40: Narumi               | 鳴海 (Narumi)               |
| 42     |          | Trạm 41: Miya                 | 宮 (Miya)                   |
| 43     |          | Trạm 42: Kuwana               | 桑名 (Kuwana)               |
| 44     |          | Trạm 43: Yokkaichi            | 四日市 (Yokkaichi)          |
| 45     |          | Trạm 44: Ishiyakushi          | 石薬師 (Ishiyakushi)        |
| 46     |          | Trạm 45: Shōno                | 庄野 (Shōno)                |
| 47     |          | Trạm 46: Kameyama             | 亀山 (Kameyama)             |
| 48     |          | Trạm 47: Seki                 | 関 (Seki)                   |
| 49     |          | Trạm 48: Sakanoshita          | 坂ノ下 (Sakanoshita)        |
| 50     |          | Trạm 49: Tsuchiyama           | 土山 (Tsuchiyama)           |
| 51     |          | Trạm 50: Minakuchi            | 水口 (Minakuchi)            |
| 52     |          | Trạm 51: Ishibe               | 石部 (Ishibe)               |
| 53     |          | Trạm 52: Kusatsu              | 草津 (Kusatsu)              |
| 54     |          | Trạm 53: Otsu                 | 大津 (Otsu)                 |
| 55     |          | Đích đến: Kyoto               | 京市 (Keishi)               |